# 氟乙酸甲酯
氟乙酸甲酯是甲醇和氟乙酸形成的酯，化学式为FCH2COOCH3。

## 制备
氟乙酸甲酯可由碘乙酸甲酯和氟化银反应得到：
ICH2COOCH3 + AgF → FCH2COOCH3 + AgI

## 毒性
毒理学试验测得半数致死量，小鼠口服LD50为6-7 mg/kg，大鼠口服LD50为3-4 mg/kg。人类在接触氟乙酸甲酯后也有致死的案例。